# Oconee (Georgia)
Oconee es una ciudad ubicada en el condado de Calhoun en el estado estadounidense de Georgia. En el año 2000 tenía una población de 280 habitantes.

## Geografía
Oconee se encuentra ubicada en las coordenadas 32°51′23″N 82°57′16″O / 32.85639, -82.95444 (32.856310, -82.954316).
Según la Oficina del Censo, la localidad tiene un área total de 3 km² (1,2 mi²), de la cual 3 km² (1,2 mi²) es tierra y 0 km² (0 mi²) (0.00%) es agua.

## Demografía
Según la Oficina del Censo en 2000 los ingresos medios por hogar en la localidad eran de $41,250, y los ingresos medios por familia eran $43,750. Los hombres tenían unos ingresos medios de $32,500 frente a los $12,344 para las mujeres. La renta per cápita para la localidad era de $13,262. 